# Ishinomaki
Ishinomaki (石巻市; -shi) é uma cidade japonesa localizada na província de Miyagi.
Em 2020, a cidade tem uma população estimada em 141.766 habitantes, e uma densidade populacional de 260 pessoas por km² em 61.768 domicílios. A área total da cidade é de 554,55 km².
Recebeu o estatuto de cidade a 1 de Abril de 1933.

## Geografia
Ishinomaki está na província de Miyagi. A cidade faz fronteira com a Baía de Matsushima ao sul e a Baía de Kesennuma ao norte, com as Montanhas Kitakami a oeste. Seu litoral faz parte do Parque Nacional Sanriku Fukkō, que se estende ao norte até a prefeitura de Aomori. Ishinomaki inclui Tashirojima (também conhecida como "Ilha dos Gatos"), Ajishima e Kinkasan, três ilhas ao largo da costa sul da Península de Oshika.

## Cidades vizinhas

### Prefeitura de Miyagi
- Tome
- Higashimatsushima
- Wakuya
- Misato
- Onagawa
- Minamisanriku

## Clima
Ishinomaki tem um clima úmido (classificação climática de Köppen Cfa) caracterizado por verões amenos e invernos frios. A temperatura média anual em Ishinomaki é de 11,7 °C. A média anual de chuvas é de 1174 mm com setembro como o mês mais úmido. As temperaturas são mais altas em média em agosto, em torno de 24,2 °C, e as mais baixas em janeiro, em torno de 0,6 °C.

## História
A área dos atuais Ishinomaki fazia parte da antiga província de Mutsu. Durante o período Sengoku, a área foi contestada por vários clãs samurais antes da área estar sob o controle do clã Data do Domínio de Sendai durante o período Edo. A cidade prosperou como um grande centro portuário e transbordo para o transporte costeiro entre Edo e o norte do Japão. A cidade de Ishinomaki foi estabelecida no distrito de Oshika em 1º de junho de 1889 com a criação do moderno sistema de municípios.
A cidade foi fundada em 1º de abril de 1933. Em 1º de abril de 2005, Ishinomaki absorveu as cidades vizinhas de Kahoku, Kanan, Kitakami, Monou e Ogatsu, e a cidade de Oshika para mais do que quadruplicar sua área e adicionar quase 60.000 pessoas à sua população.
A cidade de Ogatsu é regionalmente famosa por suas pedras de tinta e tem um festival anual de vieiras no verão. Ayukawa, uma cidade em Oshika, foi anteriormente uma base para vários navios na frota baleeira do Japão.

## Sismo e tsunami de Tohoku
Ishinomaki foi uma das cidades mais afetadas pelo terremoto e tsunami de Tōhoku de 2011.  Várias onda de até cerca de 10 metros de altura, passaram para o interior da cidade até 5 quilômetros da costa. O tsunami destruiu cerca de 80% das 700 casas no porto costeiro de Ayukawa, e o bairro de Kadonowaki foi em grande parte destruído. Aproximadamente 46% da cidade foi inundada pelo tsunami. Após o tsunami, uma estátua de Kamen Rider foi encontrada completamente intacta, apesar dos danos na área circundante; um escritor da Tokyo Sports esperava que simbolicamente desse esperança aos sobreviventes do desastre.
Muitas escolas públicas foram completamente destruídas, incluindo a Escola Primária Ishinomaki Okawa学校,que perdeu 70 dos 108 alunos e nove dos 13 professores e funcionários.
Em 17 de junho de 2011, um total de 3.097 mortes foram confirmadas em Ishinomaki devido ao tsunami, com 2.770 desaparecidos. Aproximadamente 29.000 moradores da cidade perderam suas casas. 

### Reconstrução
Desde 2011, Ishinomaki e outros municípios têm estão dedicados na reconstrução visando trazer os seus moradores de volta. Em 2019, oito anos após a tragédia, a Escola Primária de Okawa permanece em ruínas, como um memorial aos que se perderam no tsunami, incluíndo alunos e professores da escola. Inúmeros pais que perderam seus filhos por erros cometidos pelos funcionários durante a evacuação do local, processaram a escola e venceram em 2019. 
Ishinomaki e outras cidades vizinhas iniciaram a construção de diques e de grandes barreiras ao longo da costa para se proteger contra futuros tsunamis

## Economia
Ishinomaki é tradicionalmente um centro de pesca comercial, principalmente, para o cultivo de ostras.

## Transporte

### Ferrovias

#### JR East
- Ishinomaki
- Senseki
- Kesennuma

### Rodovias
- Sanriku Expressway (Ishinomaki-kanan, Kahoku, Monou-toyosato e Monou-tsuyama)
- Rota Nacional 45
- Rota Nacional 108
- Rota Nacional 398

### Porto
- Porto de Ishinomaki

## Atrações turísticas
- San Juan Bautista, réplica de um navio encomendado em 1613 por Date Masamune para transportar um embaixador para o Papa em Roma.
- Museu do Mangá em Ishinomori, juntamente com Manga Road celebrando o legado dos mangás de Shotaro Ishinomori.
- Jardim Saitō

## Cidades-irmãs
- Civitavecchia, Itália
- Wenzhou, China
- Everett, Estados Unidos

### Acordos de amizade
- Hitachinaka, Japão
- Kahoku, Japão